# Miller (Dacota do Sul)
Miller é uma cidade localizada no estado norte-americano de Dakota do Sul, no Condado de Hand.

## Demografia
Segundo o censo norte-americano de 2000, a sua população era de 1530 habitantes.
Em 2006, foi estimada uma população de 1365, um decréscimo de 165 (-10.8%).

## Geografia
De acordo com o United States Census Bureau tem uma área de
2,5 km², dos quais 2,5 km² cobertos por terra e 0,0 km² cobertos por água. Miller localiza-se a aproximadamente 478 m acima do nível do mar.

## Localidades na vizinhança
O diagrama seguinte representa as localidades num raio de 40 km ao redor de Miller.